# Sessenhausen
Sessenhausen là một đô thị trong huyện Westerwald bang Rheinland-Pfalz thuộc nước Đức. Đô thị Sessenhausen có diện tích 5,45 km², dân số là 965 người (31/12/2006).